# Scopula oxysticha
Scopula oxysticha är en fjärilsart som beskrevs av Louis Beethoven Prout 1938. Scopula oxysticha ingår i släktet Scopula och familjen mätare. Inga underarter finns listade.